# Nectandra citrifolia
Nectandra citrifolia är en lagerväxtart som beskrevs av Mez & Rusby och Henry Hurd Rusby. Nectandra citrifolia ingår i släktet Nectandra och familjen lagerväxter. Inga underarter finns listade i Catalogue of Life.